# Station Ustka
Station Ustka is een spoorwegstation in de Poolse plaats Ustka. Voor 1945 lag deze plaats in Duitsland en heette Stolpmünde